# 内政部 (阿根廷)
内政部是阿根廷国家行政中的一个部门，其职权是管理与国内政治有关的问题，例如移民问题，联邦政府与省政府之间的协调。
内政部是阿根廷政府中历史最悠久的部门之一，自1854年胡斯托·何塞·德·乌尔基萨担任总统期间设立。现任部长是吉列尔莫·弗兰科斯，自2023年12月10日在哈维尔·米莱内阁任职。

## 历史
内政部是阿根廷历史上首批设立的5个部门之一。由1853年5月1日通过的宪法第84条创立。并在1856年的第80号法确立5个部门与其职权。第一任部长是胡斯托·何塞·德·乌尔基萨内阁下的何塞·本杰明·戈罗斯蒂亚加，1854年3月5日上任。
1954年7月27日，胡安·多明戈·庇隆第二届政府期间通过第14303号法，调整内阁部门。内政部和司法部合并为内政和司法部（Ministerio del Interior y Justicia）。1955年事实上的总统爱德华多·洛纳迪恢复了该部的原名。
2012年6月7日，克里斯蒂娜·费尔南德斯·德基什内尔总统通过第874/2012号必要和紧急性法令，将其改为“内政和交通部（Ministerio del Interior y Transporte）”。代表着联邦规划、公共投资和服务部将交通事务交给内政部。
2015年12月11日，毛里西奧·馬克里总统通过第13/2015号法令，将内政部与公共工程部和住房部合并为“内政、公共工程和住房部”，同时解散联邦规划、公共投资和服务部。
2019年12月11日，阿尔韦托·费尔南德斯总统重组内阁，将公共工程分离为公共工程部，住房事务管理交由国土发展和人居部。而内政部重回原名。

## 职权
2019年通过的《部门法》第17条，列出了内政部的职权和职责。根据该法，内政部有责任协助总统和内阁首席部长处理内陆政治和行使保障宪法的所有事项，以维护共和制、代议制和联邦制政府。
内政部可以在管辖范围内的一些特殊问题判断宣布紧急状态、处理宪法改革提案并在必要时组织宪法会议，和保持阿根廷各省与布宜诺斯艾利斯自治市之间的政府合作状态，包括跨辖区事务和关系，以及协调有助于和促进区域增长的政策。

### 组织架构
内政部有着许多集中和分散的下辖机构。与其他政府部门一样，集中的附属机构被称为秘书处（secretarías）和副秘书处（subsecretarías），其中有：
- 内政秘书处（Secretaría del Interior）
  - 内政副秘书处（Subsecretaría del Interior）
- 省份事务秘书处（Secretaría de Provincias）
  - 省际关系副秘书处（Subsecretaría de Relaciones con Provincias）
  - 区域平等发展政策副秘书处（Subsecretaría de Políticas para el Desarrollo con Equidad Regional）
- 市政事务秘书处（Secretaría de Municipios）
  - 市政关系副秘书处（Subsecretaría de Relaciones Municipales）
- 政治事务秘书处（Secretaría de Asuntos Políticos）
  - 国家政治培训学院（Instituto Nacional de Capacitación Política）

一些权力下放的机构也向内政部报告，如国家移民局（Dirección Nacional de Migraciones，简称DNM）、国民登记处（Registro Nacional de las Personas，Renaper）和國家檔案館總館。

## 总部

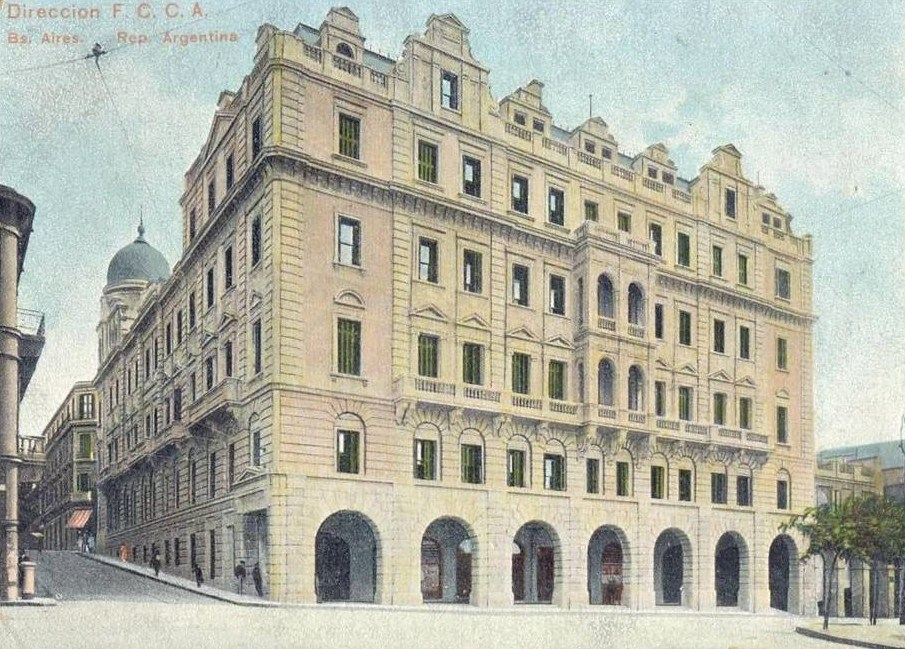
从莱昂德罗·N·阿莱姆大道看到的阿根廷中部铁路大楼，现为内政部总部。摄于1900年左右。

内政部总部位于布宜诺斯艾利斯圣尼古拉斯区5月25日大道101号。最初该建筑是阿根廷中部铁路总部的所在地。

## 历代部长
| #                                       | 部长                            | 政党                     | 政党                    | 任期                            | 总统                    | 总统                             |
| 内政部（1854年–1954年）                 | 内政部（1854年–1954年）         | 内政部（1854年–1954年）  | 内政部（1854年–1954年） | 内政部（1854年–1954年）         | 内政部（1854年–1954年） | 内政部（1854年–1954年）          |
| --------------------------------------- | ------------------------------- | ------------------------ | ----------------------- | ------------------------------- | ----------------------- | -------------------------------- |
| 1                                       | 何塞·本杰明·戈罗斯蒂亚加        |                          | 一元党                  | 1854年3月5日 – 1854年10月11日   |                         | 胡斯托·何塞·德·乌尔基萨          |
| 2                                       | 圣地亚哥·德尔基                 |                          | 联邦党                  | 1854年10月11日 – 1860年2月12日  |                         | 胡斯托·何塞·德·乌尔基萨          |
| 3                                       | 路易斯·何塞·德拉佩尼亚          |                          | 无党籍                  | 1860年2月12日 – 1860年3月5日    |                         | 胡斯托·何塞·德·乌尔基萨          |
| 4                                       | 胡安·格雷戈里奥·普约尔          |                          | 联邦党                  | 1860年3月5日 – 1860年11月22日   |                         | 圣地亚哥·德尔基                  |
| 5                                       | 萨卢斯蒂亚诺·扎瓦利亚           |                          | 一元党                  | 1860年11月22日 – 1861年5月29日  |                         | 圣地亚哥·德尔基                  |
| 6                                       | 塞韦罗·冈萨雷斯                 |                          | 联邦党                  | 1861年5月29日 – 1861年11月5日   |                         | 圣地亚哥·德尔基                  |
| 7                                       | 吉列尔莫·罗森                   |                          | 民族党                  | 1862年10月12日 – 1868年10月12日 |                         | 巴托洛梅·米特雷                  |
| 8                                       | 达尔马西奥·贝莱斯·萨斯菲尔德    |                          | 民族党                  | 1868年10月12日 – 1872年5月1日   |                         | 多明戈·福斯蒂诺·萨米恩托         |
| 9                                       | 乌拉迪斯劳·弗里亚斯             |                          | 民族党                  | 1872年5月1日 – 1874年10月12日   |                         | 多明戈·福斯蒂诺·萨米恩托         |
| 10                                      | 西蒙·德伊里翁多                 |                          | 民族自治党              | 1874年10月12日 – 1877年8月25日  |                         | 尼古拉斯·阿韦利亚内达            |
| 11                                      | 贝尔纳多·德伊里戈延             |                          | 民族自治党              | 1877年8月25日 – 1878年5月6日    |                         | 尼古拉斯·阿韦利亚内达            |
| 12                                      | 萨图尼诺·玛丽亚·拉斯皮尔        |                          | 民族自治党              | 1878年5月6日 – 1878年8月25日    |                         | 尼古拉斯·阿韦利亚内达            |
| 13                                      | 多明戈·福斯蒂诺·萨米恩托        |                          | 民族自治党              | 1878年8月25日 – 1879年10月9日   |                         | 尼古拉斯·阿韦利亚内达            |
| 14                                      | 本杰明·佐里利亚                 |                          | 民族自治党              | 1879年10月9日 – 1880年10月12日  |                         | 尼古拉斯·阿韦利亚内达            |
| 15                                      | 安东尼奥·德尔维索               |                          | 民族自治党              | 1880年10月12日 – 1882年2月11日  |                         | 胡利奥·阿根蒂诺·罗卡             |
| 16                                      | 贝尔纳多·德伊里戈延             |                          | 民族自治党              | 1882年2月11日 – 1885年5月30日   |                         | 胡利奥·阿根蒂诺·罗卡             |
| 17                                      | 本杰明·帕兹                     |                          | 无党籍                  | 1885年5月30日 – 1886年2月9日    |                         | 胡利奥·阿根蒂诺·罗卡             |
| 18                                      | 艾萨克·查瓦里亚                 |                          | 民族自治党              | 1886年2月9日 – 1886年10月12日   |                         | 胡利奥·阿根蒂诺·罗卡             |
| 19                                      | 爱德华多·怀尔德                 |                          | 民族自治党              | 1886年10月12日 – 1889年1月20日  |                         | 米格尔·胡亚雷斯·塞尔曼           |
| 20                                      | 曼努埃尔·索里利亚               |                          | 民族自治党              | 1889年1月20日 – 1889年2月28日   |                         | 米格尔·胡亚雷斯·塞尔曼           |
| 21                                      | 文策斯劳·帕切科                 |                          | 民族自治党              | 1889年2月28日 – 1889年8月27日   |                         | 米格尔·胡亚雷斯·塞尔曼           |
| 22                                      | 诺贝托·奎尔诺·科斯塔            |                          | 民族自治党              | 1889年8月27日 – 1890年4月14日   |                         | 米格尔·胡亚雷斯·塞尔曼           |
| 23                                      | 萨卢斯蒂亚诺·扎瓦利亚           |                          | 民族自治党              | 1890年4月14日 – 1890年8月6日    |                         | 米格尔·胡亚雷斯·塞尔曼           |
| 24                                      | 胡利奥·阿根蒂诺·罗卡            |                          | 民族自治党              | 1890年8月6日 – 1891年5月1日     |                         | 卡洛斯·佩列格里尼                |
| 25                                      | 何塞·文森特·萨帕塔              |                          | 民族自治党              | 1891年5月1日 – 1892年10月12日   |                         | 卡洛斯·佩列格里尼                |
| 26                                      | 曼努埃尔·金塔纳                 |                          | 民族自治党              | 1892年10月12日 – 1892年12月13日 |                         | 路易斯·萨恩斯·佩尼亚             |
| 27                                      | 托马斯·S·德安楚尔娜             |                          | 民族自治党              | 1892年12月13日 – 1893年2月8日   |                         | 路易斯·萨恩斯·佩尼亚             |
| 28                                      | 瓦茨拉奥·埃斯卡兰特             |                          | 民族自治党              | 1893年2月8日 – 1893年6月14日    |                         | 路易斯·萨恩斯·佩尼亚             |
| 29                                      | 米格尔·卡内                     |                          | 民族自治党              | 1893年6月14日 – 1893年7月5日    |                         | 路易斯·萨恩斯·佩尼亚             |
| 30                                      | 卢西奥·比森特·洛佩斯            |                          | 民族自治党              | 1893年7月5日 – 1893年8月12日    |                         | 路易斯·萨恩斯·佩尼亚             |
| 31                                      | 曼努埃尔·金塔纳                 |                          | 民族自治党              | 1893年8月12日 – 1894年11月7日   |                         | 路易斯·萨恩斯·佩尼亚             |
| 32                                      | 爱德华多·科斯塔                 |                          | 民族自治党              | 1894年11月7日 – 1895年1月23日   |                         | 路易斯·萨恩斯·佩尼亚             |
| 33                                      | 本杰明·佐里利亚                 |                          | 民族自治党              | 1895年1月23日 – 1895年7月20日   |                         | 何塞·埃瓦里斯托·乌里武鲁         |
| 34                                      | 诺贝托·奎尔诺·科斯塔            |                          | 民族自治党              | 1895年7月20日 – 1898年10月12日  |                         | 何塞·埃瓦里斯托·乌里武鲁         |
| 35                                      | 费利佩·约弗雷                   |                          | 民族自治党              | 1898年10月12日 – 1901年8月26日  |                         | 胡利奥·阿根蒂诺·罗卡             |
| 36                                      | 华金·维克多·冈萨雷斯            |                          | 民族自治党              | 1901年9月9日 – 1904年10月12日   |                         | 胡利奥·阿根蒂诺·罗卡             |
| 37                                      | 拉斐爾·卡斯蒂約                 |                          | 民族自治党              | 1904年10月12日 – 1906年3月12日  |                         | 曼努埃尔·金塔纳                  |
| 38                                      | 诺贝托·奎尔诺·科斯塔            |                          | 民族自治党              | 1906年3月14日 – 1906年7月10日   |                         | 何塞·菲格罗亚·阿尔科塔           |
| 39                                      | 曼努埃尔·奥古斯托·蒙特斯·德奥卡 |                          | 民族自治党              | 1906年7月11日 – 1906年9月25日   |                         | 何塞·菲格罗亚·阿尔科塔           |
| 40                                      | 华金·维克多·冈萨雷斯            |                          | 民族自治党              | 1906年9月25日 – 1906年11月21日  |                         | 何塞·菲格罗亚·阿尔科塔           |
| 41                                      | 曼努埃尔·奥古斯托·蒙特斯·德奥卡 |                          | 民族自治党              | 1906年11月21日 – 1907年9月27日  |                         | 何塞·菲格罗亚·阿尔科塔           |
| 42                                      | 马科·奥雷利奥·阿韦利亚内达      |                          | 民族自治党              | 1907年9月27日 – 1910年3月8日    |                         | 何塞·菲格罗亚·阿尔科塔           |
| 43                                      | 何塞·加尔维斯                   |                          | 民族自治党              | 1910年3月8日 – 1910年7月23日    |                         | 何塞·菲格罗亚·阿尔科塔           |
| 44                                      | 卡洛斯·罗德里格斯·拉雷塔        |                          | 民族自治党              | 1910年7月23日 – 1910年10月12日  |                         | 何塞·菲格罗亚·阿尔科塔           |
| 45                                      | 因达莱西奥·戈麦斯               |                          | 民族自治党              | 1910年10月12日 – 1914年2月12日  |                         | 罗克·萨恩斯·佩尼亚               |
| 46                                      | 米格尔·S·奥尔蒂斯               |                          | 民族自治党              | 1914年2月16日 – 1916年10月12日  |                         | 罗克·萨恩斯·佩尼亚               |
| 46                                      | 米格尔·S·奥尔蒂斯               | 维克托里诺·德拉普拉萨    | 民族自治党              | 1914年2月16日 – 1916年10月12日  |                         |                                  |
| 47                                      | 拉蒙·戈麦斯                     |                          | 激进公民联盟            | 1916年10月12日 – 1922年4月10日  |                         | 伊波利托·伊里戈延                |
| 48                                      | 弗朗西斯科·贝罗                 |                          | 激进公民联盟            | 1922年4月10日 – 1922年10月12日  |                         | 伊波利托·伊里戈延                |
| 49                                      | 何塞·尼古拉斯·马蒂恩佐          |                          | 激进公民联盟            | 1922年10月12日 – 1923年11月26日 |                         | 马尔塞洛·托尔夸托·德·阿尔维亚尔  |
| 50                                      | 比森特·加洛                     |                          | 激进公民联盟            | 1923年12月12日 – 1925年7月27日  |                         | 马尔塞洛·托尔夸托·德·阿尔维亚尔  |
| 51                                      | 何塞·坦波里尼                   |                          | 激进公民联盟            | 1925年8月5日 – 1928年10月12日   |                         | 马尔塞洛·托尔夸托·德·阿尔维亚尔  |
| 52                                      | 埃尔皮迪奥·冈萨雷斯             |                          | 激进公民联盟            | 1928年10月12日 – 1930年9月6日   |                         | 伊波利托·伊里戈延                |
| 53                                      | 马蒂亚斯·桑切斯·索隆多          |                          | 国家民主党              | 1930年9月6日 – 1931年4月15日    |                         | 何塞·费利克斯·乌里武鲁           |
| 54                                      | 奥克塔维奥·塞尔吉奥·皮科        |                          | 激进公民联盟            | 1931年4月16日 – 1932年2月20日   |                         | 何塞·费利克斯·乌里武鲁           |
| 55                                      | 莱奥波尔多·梅洛                 |                          | 激进公民联盟            | 1932年2月20日 – 1936年4月29日   |                         | 阿古斯丁·佩德罗·胡斯托           |
| 56                                      | 拉蒙·卡斯蒂略                   |                          | 国家民主党              | 1936年4月29日 – 1937年6月21日   |                         | 阿古斯丁·佩德罗·胡斯托           |
| 57                                      | 曼努埃尔·拉蒙·阿尔瓦拉多        |                          | 国家民主党              | 1937年6月21日 – 1938年2月20日   |                         | 阿古斯丁·佩德罗·胡斯托           |
| 58                                      | 第欧根尼·塔博阿达               |                          | 激进公民联盟            | 1938年2月20日 – 1940年9月2日    |                         | 罗伯托·马塞利诺·奥尔蒂斯         |
| 59                                      | 米格尔·库拉西亚蒂               |                          | 激进公民联盟            | 1940年9月2日 – 1943年6月4日     |                         | 罗伯托·马塞利诺·奥尔蒂斯         |
| 59                                      | 米格尔·库拉西亚蒂               | 拉蒙·卡斯蒂略            | 激进公民联盟            | 1940年9月2日 – 1943年6月4日     |                         |                                  |
| 60                                      | 阿尔韦托·吉尔伯特               |                          | 无党籍（军人）          | 1943年6月4日 – 1943年10月21日   |                         | 佩德罗·巴勃罗·拉米雷斯           |
| 61                                      | 路易斯·塞萨尔·佩林格            |                          | 无党籍（军人）          | 1943年10月21日 – 1944年6月6日   |                         | 佩德罗·巴勃罗·拉米雷斯           |
| 61                                      | 路易斯·塞萨尔·佩林格            | 埃德尔米罗·胡利安·法雷利 | 无党籍（军人）          | 1943年10月21日 – 1944年6月6日   |                         |                                  |
| 62                                      | 阿尔韦托·泰赛尔                 |                          | 无党籍（军人）          | 1944年6月6日 – 1945年8月4日     |                         |                                  |
| 63                                      | 奥尔滕西奥·基哈诺               |                          | 激进公民联盟            | 1945年8月4日 – 1945年10月8日    |                         |                                  |
| 64                                      | 爱德华多·阿瓦洛斯               |                          | 无党籍（军人）          | 1945年10月8日 – 1945年10月17日  |                         |                                  |
| 65                                      | 巴托洛梅·德斯卡尔佐             |                          | 无党籍（军人）          | 1945年10月20日 – 1945年11月2日  |                         |                                  |
| 66                                      | 费利佩·乌尔达皮莱塔             |                          | 无党籍（军人）          | 1945年11月2日 – 1946年6月4日    |                         |                                  |
| 67                                      | 安赫尔·博伦吉                   |                          | 庇隆主义党              | 1946年6月4日 – 1954年7月24日    |                         | 胡安·多明戈·庇隆                 |
| 内政与司法部（1954年–1955年）           |                                 |                          |                         |                                 |                         |                                  |
| 67                                      | 安赫尔·博伦吉                   |                          | 庇隆主义党              | 1954年7月24日 – 1955年6月29日   |                         | 胡安·多明戈·庇隆                 |
| 68                                      | 奥斯卡·阿尔布里厄               |                          | 庇隆主义党              | 1955年6月29日 – 1955年9月21日   |                         | 胡安·多明戈·庇隆                 |
| 69                                      | 爱德华多·布索                   |                          | 无党籍                  | 1955年9月21日 – 1955年11月12日  |                         | 爱德华多·洛纳迪                  |
| 内政部（1955年–2012年）                 |                                 |                          |                         |                                 |                         |                                  |
| 70                                      | 路易·德巴勃罗·帕尔多            |                          | 无党籍                  | 1955年11月12日 – 1955年11月13日 |                         | 爱德华多·洛纳迪                  |
| 71                                      | 爱德华多·布索                   |                          | 无党籍                  | 1955年11月13日 – 1956年4月27日  |                         | 佩德罗·尤金尼奥·阿兰布鲁         |
| 72                                      | 劳雷亚诺·兰达布鲁               |                          | 无党籍                  | 1956年4月27日 – 1957年1月25日   |                         | 佩德罗·尤金尼奥·阿兰布鲁         |
| 73                                      | 卡洛斯·阿尔科纳达·阿拉姆布鲁    |                          | 激进公民联盟            | 1957年1月25日 – 1958年3月24日   |                         | 佩德罗·尤金尼奥·阿兰布鲁         |
| 74                                      | 安赫尔·H·卡布拉尔               |                          | 激进公民联盟            | 1958年3月24日 – 1958年5月1日    |                         | 佩德罗·尤金尼奥·阿兰布鲁         |
| 75                                      | 阿尔弗雷多·罗克·维托洛          |                          | 激进公民联盟            | 1958年5月1日 – 1962年3月19日    |                         | 阿图罗·弗朗迪西                  |
| 76                                      | 雨果·巴卡·纳瓦哈                |                          | 激进公民联盟            | 1962年3月19日 – 1962年3月29日   |                         | 阿图罗·弗朗迪西                  |
| 77                                      | 罗多尔福·马丁内斯               |                          | 基督教民主党            | 1962年3月29日 – 1962年4月18日   |                         | 何塞·玛丽亚·圭多                 |
| 78                                      | 豪尔赫·沃尔特·帕金斯            |                          | 激进公民联盟            | 1962年4月30日 – 1962年6月26日   |                         | 何塞·玛丽亚·圭多                 |
| 79                                      | 卡洛斯·阿德罗格                 |                          | 激进公民联盟            | 1962年6月26日 – 1962年9月23日   |                         | 何塞·玛丽亚·圭多                 |
| 80                                      | 罗多尔福·马丁内斯               |                          | 基督教民主党            | 1962年9月23日 – 1963年4月9日    |                         | 何塞·玛丽亚·圭多                 |
| 81                                      | 恩里克·劳赫                     |                          | 无党籍（军人）          | 1963年4月9日 – 1963年5月13日    |                         | 何塞·玛丽亚·圭多                 |
| 82                                      | 奥西里斯·维勒加斯               |                          | 无党籍（军人）          | 1963年5月13日 – 1963年10月12日  |                         | 何塞·玛丽亚·圭多                 |
| 83                                      | 胡安·帕梅罗                     |                          | 激进公民联盟            | 1963年10月12日 – 1966年6月28日  |                         | 阿尔图罗·翁贝托·伊利亚           |
| 84                                      | 恩里克·马丁内斯·帕兹            |                          | 科尔多瓦民主党          | 1966年6月28日 – 1966年12月29日  |                         | 胡安·卡洛斯·翁加尼亚             |
| 85                                      | 吉列尔莫·博尔达                 |                          | 无党籍                  | 1967年1月2日 – 1969年6月8日     |                         | 胡安·卡洛斯·翁加尼亚             |
| 86                                      | 弗朗西斯科·A·伊马兹             |                          | 无党籍（军人）          | 1969年6月10日 – 1970年6月8日    |                         | 胡安·卡洛斯·翁加尼亚             |
| 87                                      | 爱德华多·麦克·洛林              |                          | 无党籍（军人）          | 1970年6月18日 – 1970年10月13日  |                         | 罗伯托·M·莱文斯顿                |
| 88                                      | 阿图罗·科登·阿吉雷              |                          | 无党籍（军人）          | 1970年10月13日 – 1971年3月23日  |                         | 罗伯托·M·莱文斯顿                |
| 89                                      | 阿图罗·莫罗伊格                 |                          | 激进公民联盟            | 1971年3月26日 – 1973年5月25日   |                         | 亚历山大·奥古斯丁·拉努斯         |
| 90                                      | 埃斯特班·里吉                   |                          | 正义党                  | 1973年5月25日 – 1973年7月13日   |                         | 埃克托尔·何塞·坎波拉             |
| 91                                      | 贝尼托·兰比                     |                          | 正义党                  | 1973年7月13日 – 1974年8月13日   |                         | 胡安·多明戈·庇隆                 |
| 91                                      | 贝尼托·兰比                     | 劳尔·阿尔韦托·拉斯蒂里   | 正义党                  | 1973年7月13日 – 1974年8月13日   |                         |                                  |
| 91                                      | 贝尼托·兰比                     | 伊莎贝尔·庇隆            | 正义党                  | 1973年7月13日 – 1974年8月13日   |                         |                                  |
| 92                                      | 阿尔韦托·罗卡莫拉               |                          | 正义党                  | 1974年8月14日 – 1975年7月11日   |                         | 伊莎贝尔·庇隆                    |
| 93                                      | 安东尼奥·J·贝尼特斯             |                          | 正义党                  | 1975年7月11日 – 1975年8月11日   |                         | 伊莎贝尔·庇隆                    |
| 94                                      | 文森特·达马斯科                 |                          | 正义党                  | 1975年8月11日 – 1975年9月16日   |                         | 伊莎贝尔·庇隆                    |
| 95                                      | 安赫尔·费德里科·罗夫莱多        |                          | 正义党                  | 1975年9月16日 – 1976年1月15日   |                         | 伊莎贝尔·庇隆                    |
| 96                                      | 罗伯托·阿瑞斯                   |                          | 正义党                  | 1976年1月15日 – 1976年3月24日   |                         | 伊莎贝尔·庇隆                    |
| 97                                      | 阿尔巴诺·哈金德格               |                          | 无党籍（军人）          | 1976年3月24日 – 1981年3月29日   |                         | 豪尔赫·拉斐尔·魏地拉             |
| 98                                      | 奥拉西奥·托马斯·利恩多          |                          | 无党籍（军人）          | 1981年3月29日 – 1981年12月12日  |                         | 罗伯托·爱德华多·比奥拉           |
| 99                                      | 阿尔弗雷多·奥斯卡·圣琼          |                          | 无党籍（军人）          | 1981年12月12日 – 1982年7月1日   |                         | 莱奥波尔多·加尔铁里              |
| 100                                     | 拉米尔·雷斯顿                   |                          | 无党籍（军人）          | 1982年7月2日 – 1983年12月10日   |                         | 雷纳尔多·比尼奥内                |
| 101                                     | 安东尼奥·特罗科利               |                          | 激进公民联盟            | 1983年12月10日 – 1987年9月15日  |                         | 劳尔·阿方辛                      |
| 102                                     | 恩里克·诺西利亚                 |                          | 激进公民联盟            | 1987年9月15日 – 1989年5月26日   |                         | 劳尔·阿方辛                      |
| 103                                     | 胡安·卡洛斯·普格列斯            |                          | 激进公民联盟            | 1989年5月26日 – 1989年7月8日    |                         | 劳尔·阿方辛                      |
| 104                                     | 爱德华多·鲍萨                   |                          | 正义党                  | 1989年7月8日 – 1990年12月15日   |                         | 卡洛斯·梅内姆                    |
| 105                                     | 胡里奥·梅拉·菲格罗亚            |                          | 正义党                  | 1990年12月15日 – 1991年8月12日  |                         | 卡洛斯·梅内姆                    |
| 106                                     | 何塞·路易斯·曼萨诺              |                          | 正义党                  | 1991年8月12日 – 1992年12月4日   |                         | 卡洛斯·梅内姆                    |
| 107                                     | 古斯塔沃·贝利斯                 |                          | 正义党                  | 1992年12月4日 – 1993年8月23日   |                         | 卡洛斯·梅内姆                    |
| 108                                     | 卡洛斯·鲁考夫                   |                          | 正义党                  | 1993年8月23日 – 1995年1月9日    |                         | 卡洛斯·梅内姆                    |
| 109                                     | 卡洛斯·科拉奇                   |                          | 正义党                  | 1995年1月9日 – 1999年12月10日   |                         | 卡洛斯·梅内姆                    |
| 110                                     | 费德里科·斯托拉尼               |                          | 激进公民联盟            | 1999年12月10日 – 2001年3月20日  |                         | 费尔南多·德拉鲁阿                |
| 111                                     | 拉蒙·梅斯特                     |                          | 激进公民联盟            | 2001年3月20日 – 2001年12月20日  |                         | 费尔南多·德拉鲁阿                |
| 112                                     | 罗多尔福·加布里埃利             |                          | 正义党                  | 2001年12月20日 – 2002年5月3日   |                         | 阿道弗·罗德里格斯·萨阿           |
| 112                                     | 罗多尔福·加布里埃利             | 爱德华多·杜阿尔德        | 正义党                  | 2001年12月20日 – 2002年5月3日   |                         |                                  |
| 113                                     | 豪尔赫·马茨金                   |                          | 正义党                  | 2002年5月3日 – 2003年5月25日    |                         | 爱德华多·杜阿尔德                |
| 114                                     | 汉尼拔·费尔南德斯               |                          | 正义党                  | 2003年5月25日 – 2007年12月10日  |                         | 内斯托尔·基什内尔                |
| 115                                     | 弗洛伦斯·兰达佐                 |                          | 正义党                  | 2007年12月10日 – 2012年6月6日   |                         | 克里斯蒂娜·费尔南德斯·德基什内尔 |
| 内政和交通部（2012年–2015年）           |                                 |                          |                         |                                 |                         |                                  |
| 115                                     | 弗洛伦斯·兰达佐                 |                          | 正义党                  | 2012年6月6日 – 2015年12月10日   |                         | 克里斯蒂娜·费尔南德斯·德基什内尔 |
| 内政、公共工程和住房部（2015年–2019年） |                                 |                          |                         |                                 |                         |                                  |
| 116                                     | 罗赫里奥·弗里杰里奥             |                          | 融合与发展运动          | 2015年12月10日 – 2019年12月10日 |                         | 毛里西奧·馬克里                  |
| 内政部（2019年至今）                    |                                 |                          |                         |                                 |                         |                                  |
| 117                                     | 爱德华多·德·佩德罗              |                          | 正义党                  | 2019年12月10日 – 2023年12月10日 |                         | 阿尔韦托·费尔南德斯              |
| 118                                     | 吉列尔莫·弗兰科斯               |                          | 无党籍                  | 2023年12月10日至今              |                         | 哈维尔·米莱                      |